# 1926 a sportban
1926 főbb sporteseményei a következők voltak:

## Események

### Határozott dátumú események
- szeptember 23. – Jack Dempsey amerikai nehézsúlyú ökölvívó elveszíti az 1919-ben megszerzett világbajnoki címét, melyet Gene Tunney vett el egy tízmenetes mérkőzésen.[1]

### Határozatlan dátumú események
- Budapesten megrendezik az első vízilabda-Európa-bajnokságot. A magyar válogatott megszerzi első Európa-bajnoki címét.
- Az FTC nyeri az NB1-et. Ez a klub kilencedik bajnoki címe.
- Londonban megrendezik az első asztalitenisz-világbajnokságot. Férfi egyéniben Jacobi Roland, női egyéniben Mednyánszky Mária az első világbajnok.
- június 26.–július 15. – A 2. nemhivatalos sakkolimpia Budapesten. A magyar csapat aranyérmet nyer.

## Születések
- ? – Pat Evans, brit tornásznő, olimpikon († 2020)
- január 9. – Androvits Béla, magyar nemzetiségű román válogatott labdarúgó, hátvéd, edző
- február 4. – Grosics Gyula, a Nemzet Sportolója címmel kitüntetett magyar labdarúgó, az Aranycsapat kapusa, 86-szoros magyar válogatott, becenevén a Fekete párduc († 2014)
- február 5. – Benedek Ferenc, magyar öttusázó, edző († 2020)
- február 10.
  - Danny Blanchflower, északír labdarúgó, edző († 1993)
  - Ernst Gebendinger, világbajnok és olimpiai ezüstérmes svájci tornász († 2017)
- február 14.
  - Alfred Körner, világbajnoki bronzérmes osztrák válogatott labdarúgó, olimpikon († 2020)
  - Dolf Niezen, holland labdarúgó († 2020)
- február 21. – Király Ede, olimpiai ezüstérmes, világbajnok műkorcsolyázó († 2009)
- február 26.
  - Efraín Sánchez, kolumbiai válogatott labdarúgó, edző († 2020)
  - Oldřich Zábrodský, olimpiai ezüstérmes cseh jégkorongozó, edző († 2015)
- március 1. – Allan Stanley, Stanley-kupa-győztes kanadai jégkorongozó, Hockey Hall of Fame-tag († 2013)
- március 3. – Kovács József, olimpiai ezüstérmes atléta, futó († 1987)
- március 25. – Papp László, háromszoros olimpiai bajnok magyar ökölvívó, edző, sportvezető († 2003)
- március 26. – Aldo Tarlao, Európa-bajnok és olimpiai ezüstérmes olasz evezős († 2018)
- március 30. – Dick Koecher, amerikai baseballjátékos († 2020)
- április 30. – Hippolyte Van Den Bosch, belga válogatott labdarúgócsatár, edző († 2011)
- május 16. – Rube Walker, World Series bajnok amerikai baseballjátékos, edző († 1992)
- május 20. – Bob Sweikert, indianapolisi 500-as győztes amerikai autóversenyző († 1956)
- június 4. – Alfredo Di Stéfano, argentin-spanyol labdarúgó († 2014)
- június 13. – Tom Calvin, amerikai amerikaifutball-játékos († 2020)
- június 14. – Don Newcombe, World Series bajnok amerikai baseballjátékos († 2019)
- június 21. – Robert Ballaman, svájci válogatott labdarúgócsatár († 2011)
- június 26. – Wally Gacek, kanadai jégkorongozó († 2020)
- június 27. – Len Ceglarski, olimpiai ezüstérmes amerikai jégkorongozó, edző († 2017)
- július 14. – Wallace Jones, olimpiai bajnok amerikai válogatott kosárlabdázó († 2014)
- július 22. – Jack Garrick, ausztrálfutball-játékos († 2019)
- július 24. – Hans Günter Winkler, olimpiai bajnok német lovas, díjugrató († 2018)
- július 26. – Dick Woodard, amerikai amerikai futball játékos († 2019)
- augusztus 2. – Giancarlo Bergamini, olimpiai és világbajnok olasz tőrvívó († 2020)
- augusztus 6. – Clem Labine, World Series bajnok amerikai baseballjátékos († 2007)
- augusztus 7.
  - Kádas Géza, olimpiai ezüstérmes, Európa-bajnok magyar úszó († 1979)
  - Bowen Stassforth, olimpiai ezüstérmes és pánamerikai bajnok amerikai úszó († 2019)
- augusztus 11. – Ron Bontemps, olimpiai bajnok amerikai kosárlabdázó († 2017)
- augusztus 12. – René Vignal, francia válogatott labdarúgó († 2016)
- augusztus 30. – Rudi Gutendorf, német labdarúgóedző († 2019)
- szeptember 17.
  - Kékessy Andrea, olimpiai ezüstérmes, világ- és Európa-bajnok magyar műkorcsolyázó
  - Maurice Lusien, Európa-bajnoki ezüstérmes francia úszó († 2017)
- szeptember 19. – Duke Snider, World Series bajnok amerikai baseballjátékos, National Baseball Hall of Fame-tag († 2011)
- szeptember 23. – Aage Birch, olimpiai ezüstérmes dán vitorlázó († 2017)
- október 7. – Alex Groza, olimpiai bajnok amerikai válogatott kosárlabdázó († 1995)
- október 13. – Eddie Yost, World Series bajnok amerikai baseballjátékos, edző († 2012)
- október 29. – Willy Schmidt, holland labdarúgó (* 2020)
- október 31. – Xercès Louis, francia válogatott labdarúgó, edző († 1978)
- november 1. – John Gagliardi, amerikai egyetemi amerikaifutball-edző († 2018)
- november 10. – Art Bisch, amerikai autóversenyző († 1958)
- november 26. – Armand Penverne, francia válogatott labdarúgó, edző († 2012)
- december 3. – Walter Ormeño, perui válogatott labdarúgó, kapus, edző († 2020)
- december 8. – Neil Nugent, olimpiai bronzérmes brit gyeplabdázó († 2018)
- december 13.
  - Ragnar Hvidsten, norvég válogatott labdarúgó, olimpikon († 2016)
  - George Rhoden, olimpiai bajnok jamaikai atléta
- december 15. – Sabri Peqini, albán válogatott labdarúgó, edző († 2021)

## Halálozások
| Halálozás     | Név             | Nemzetiség, sportág, eredmények                                                             | Születés |
| ------------- | --------------- | ------------------------------------------------------------------------------------------- | -------- |
| január 12.    | Mike Campbell   | amerikai baseballjátékos                                                                    | 1850     |
| február 24.   | Eddie Plank     | World Series bajnok amerikai baseballjátékos, National Baseball Hall of Fame and Museum tag | 1875     |
| február 27.   | Otis Clymer     | amerikai baseballjátékos                                                                    | 1876     |
| március 9.    | Mathias Hynes   | / olimpiai ezüstérmes ír-brit kötélhúzó                                                     | 1883     |
| július 26.    | Olle Lanner     | olimpiai bajnok svéd tornász                                                                | 1884     |
| augusztus 20. | Cal McVey       | amerikai baseballjátékos és menedzser                                                       | 1829     |
| október 31.   | Philip Schuster | olimpiai bronzérmes amerikai tornász                                                        | 1883     |
| november 19.  | Fred Smith      | amerikai baseballjátékos                                                                    | 1865     |
| december 24.  | Wesley Coe      | olimpiai ezüstérmes amerikai súlylökő, kötélhúzó                                            | 1879     |